# Vitão
Vitão, właśc. Vitor Eduardo da Silva Matos (ur. 2 lutego 2000 w Jacarezinho) – brazylijski piłkarz występujący na pozycji środkowego obrońcy, od 2022 roku zawodnik Internacionalu.